# Sustainable Experience Architecture
Sustainable Experience Architecture (SEA) — автомобильная платформа, разработанная и выпускаемая компанией Geely Automobile с 2021 года. Первым автомобилем на платформе SEA стал Zeekr 001.

## Модификации
- SEA1 — платформа для автомобилей бизнес-класса с колёсной базой 3000—3019 мм[4].
- PMA2+ (до 2023 года SEA2) — платформа для компактных представительских автомобилей с колёсной базой 2900 мм.
- SEA-E (SEA Entry) — платформа для компактных автомобилей с колёсной базой 2750 мм.
- SEA-S (SEA Sport) — платформа для спортивных автомобилей с колёсной базой 2750 мм.
- SEA-C (SEA Commercial) — платформа для грузовых автомобилей грузоподъёмностью от 3,5 до 5,5 тонн.

## Модельный ряд

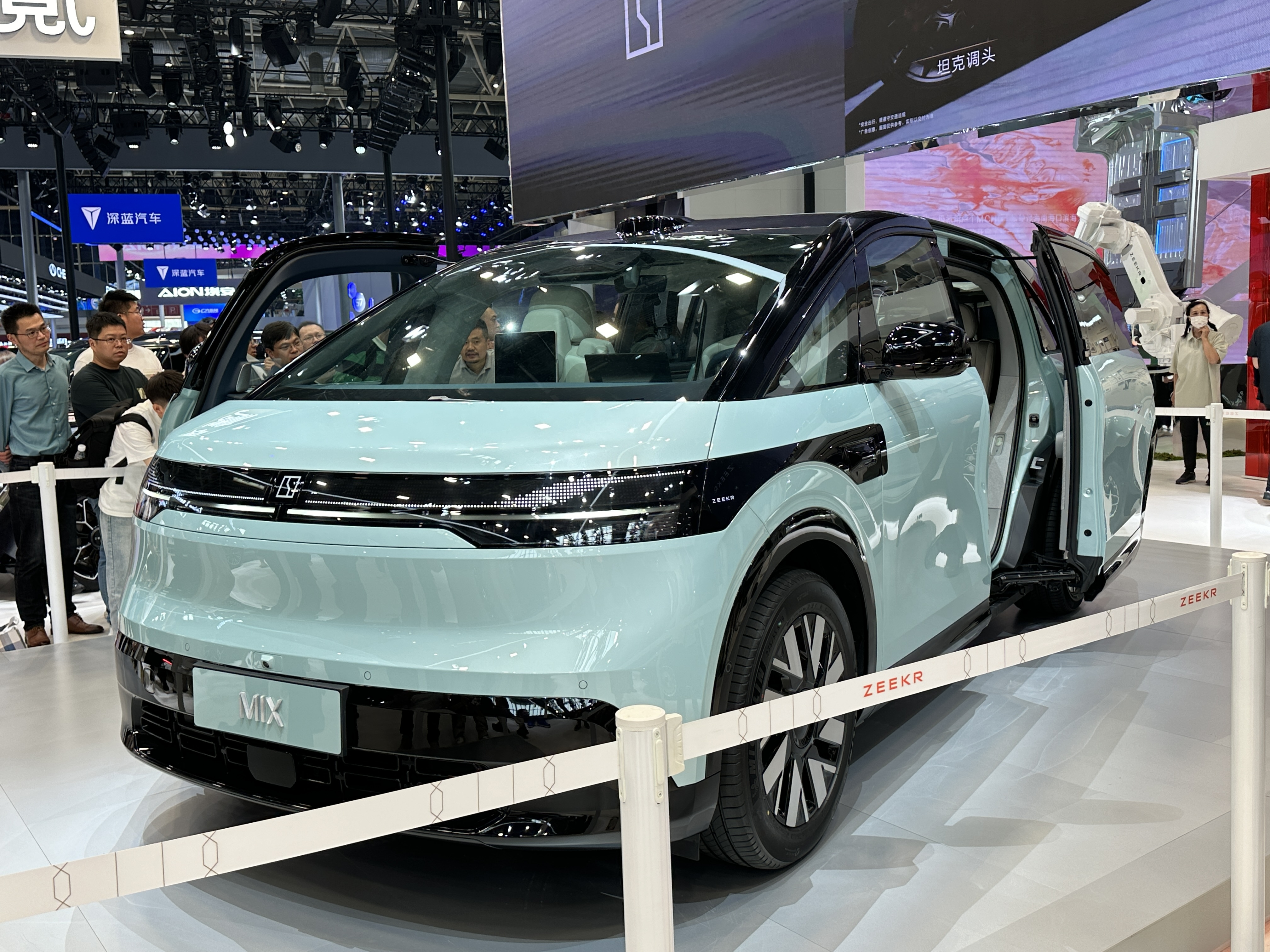
Zeekr Mix

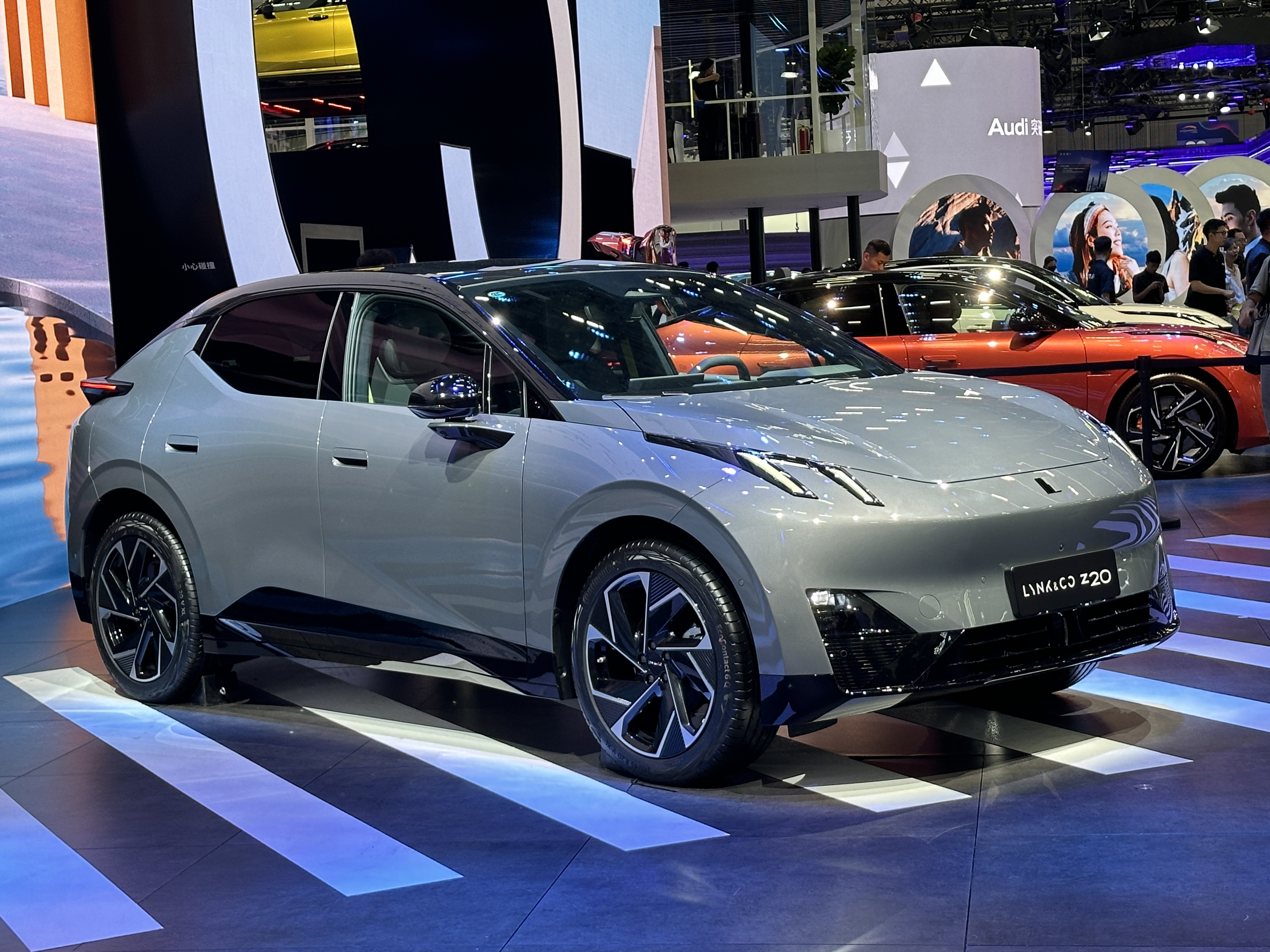
Lynk & Co Z20
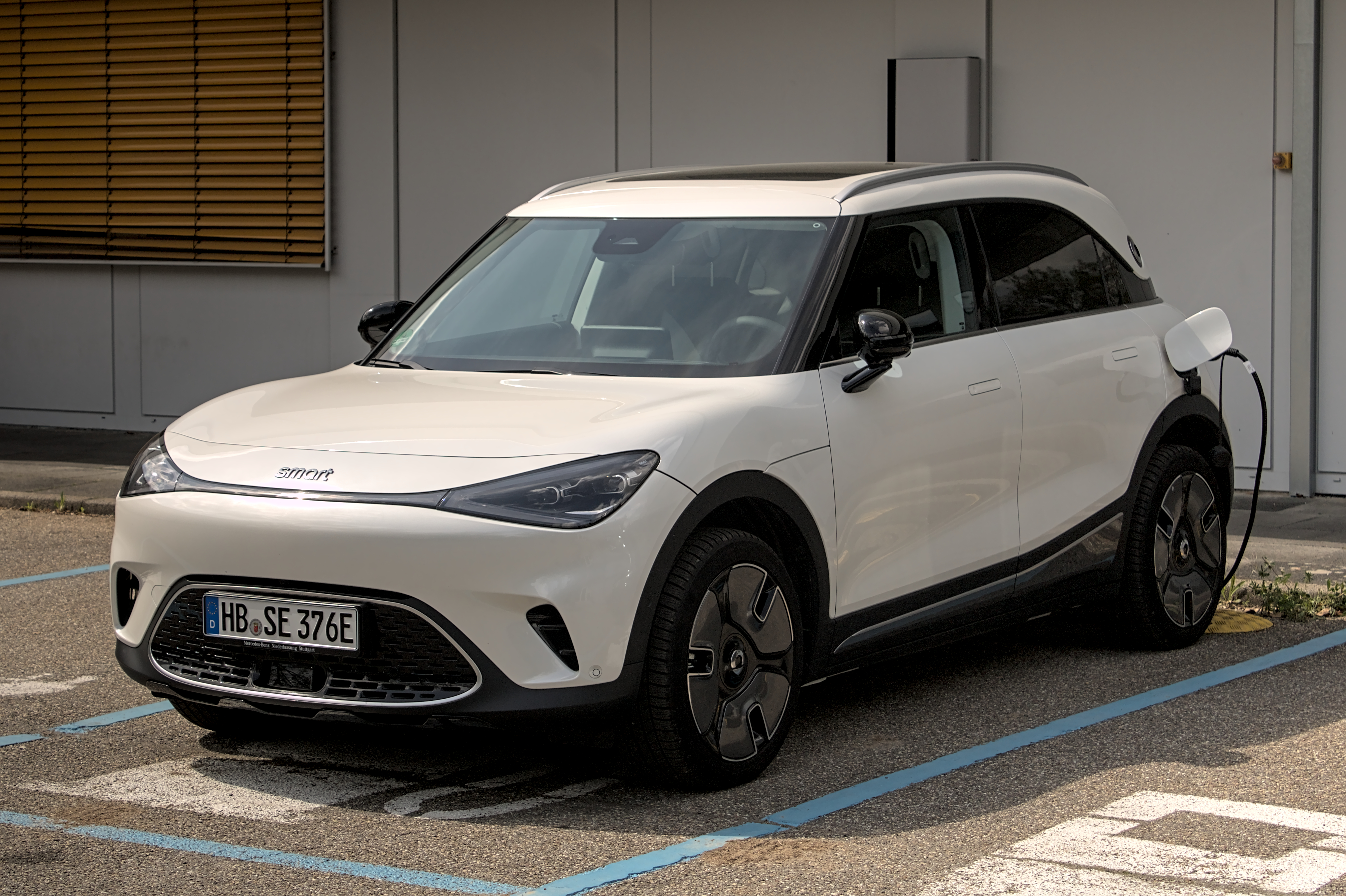
Smart #1
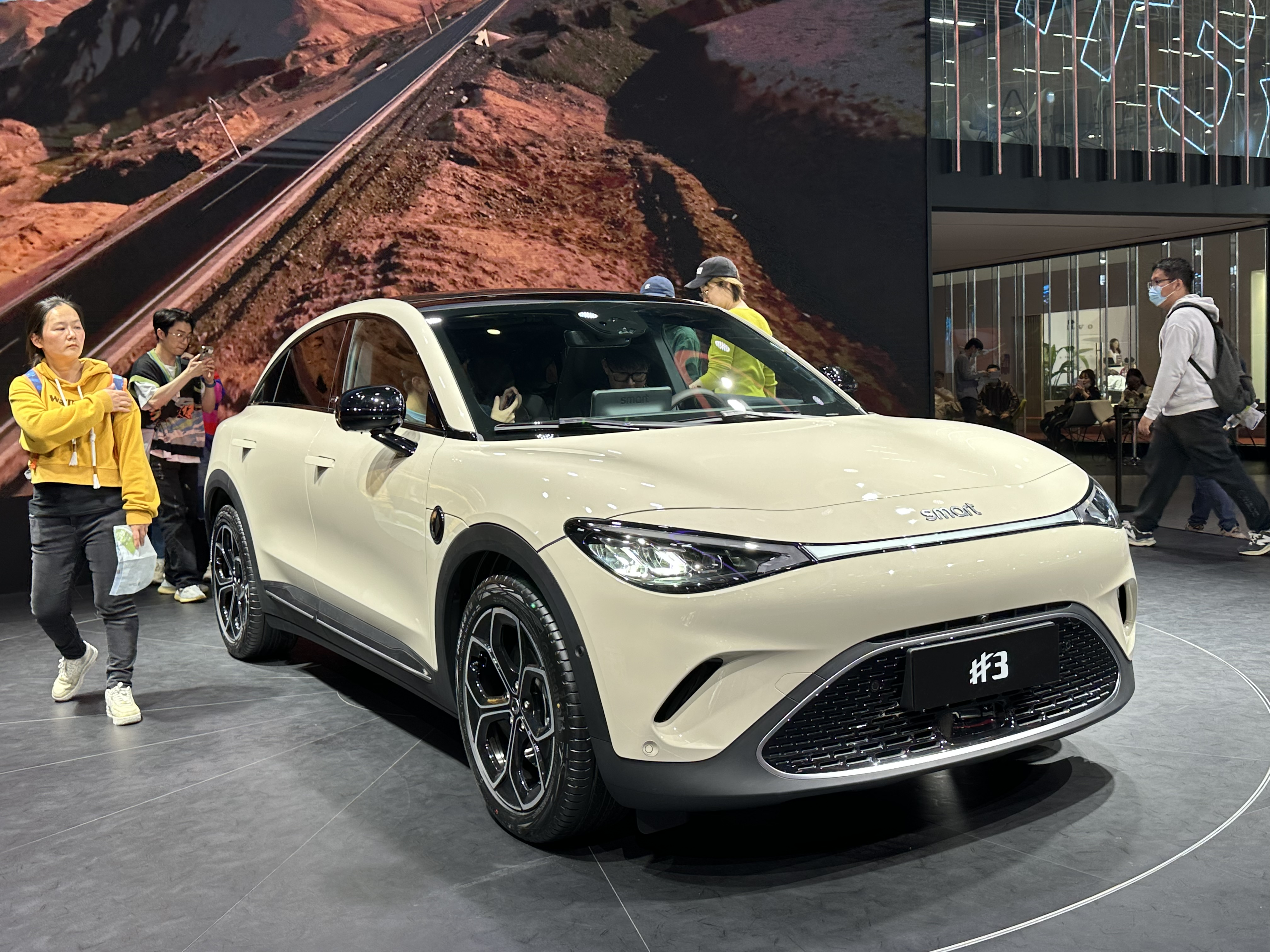
Smart #3
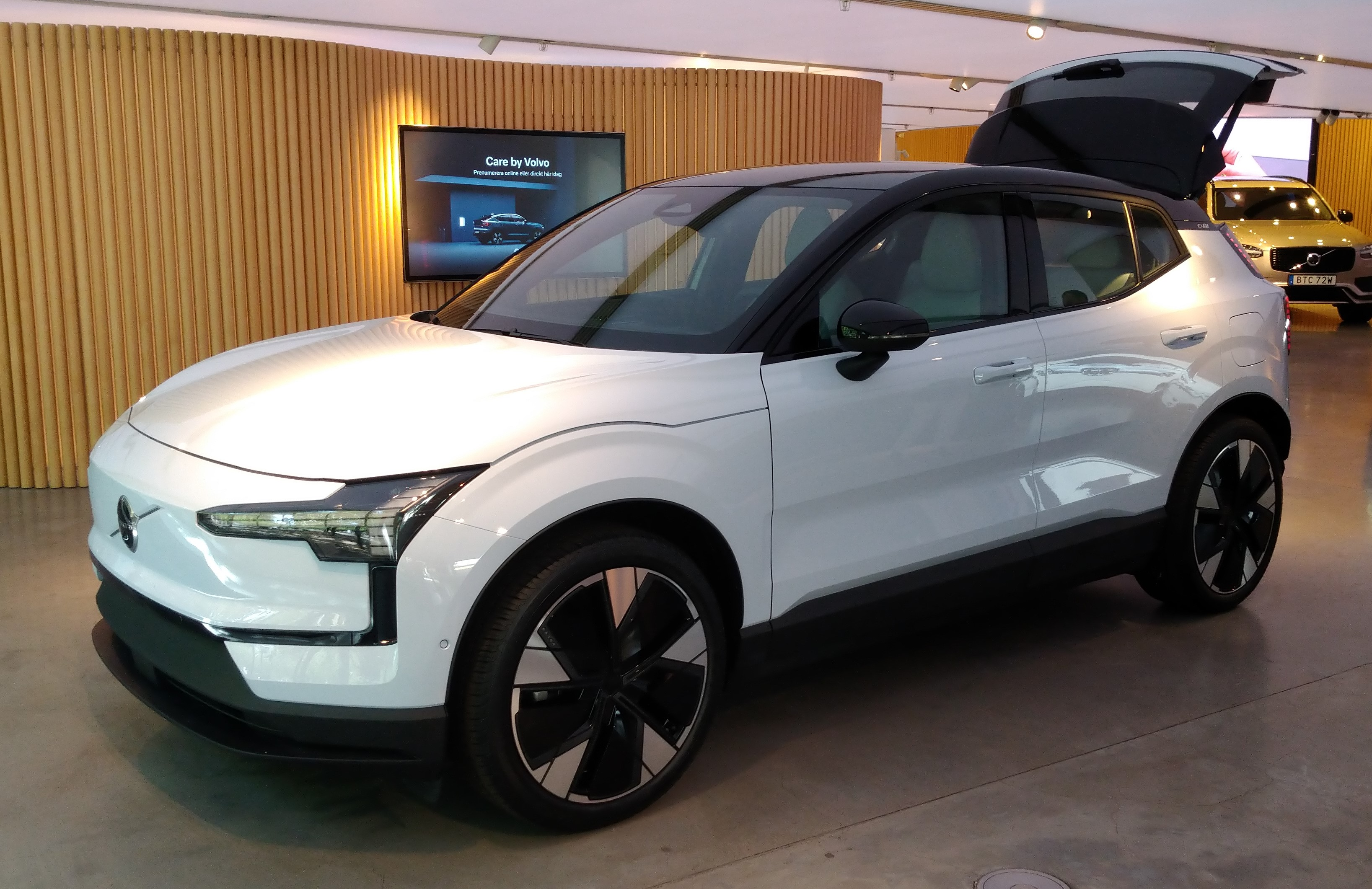
Volvo EX30
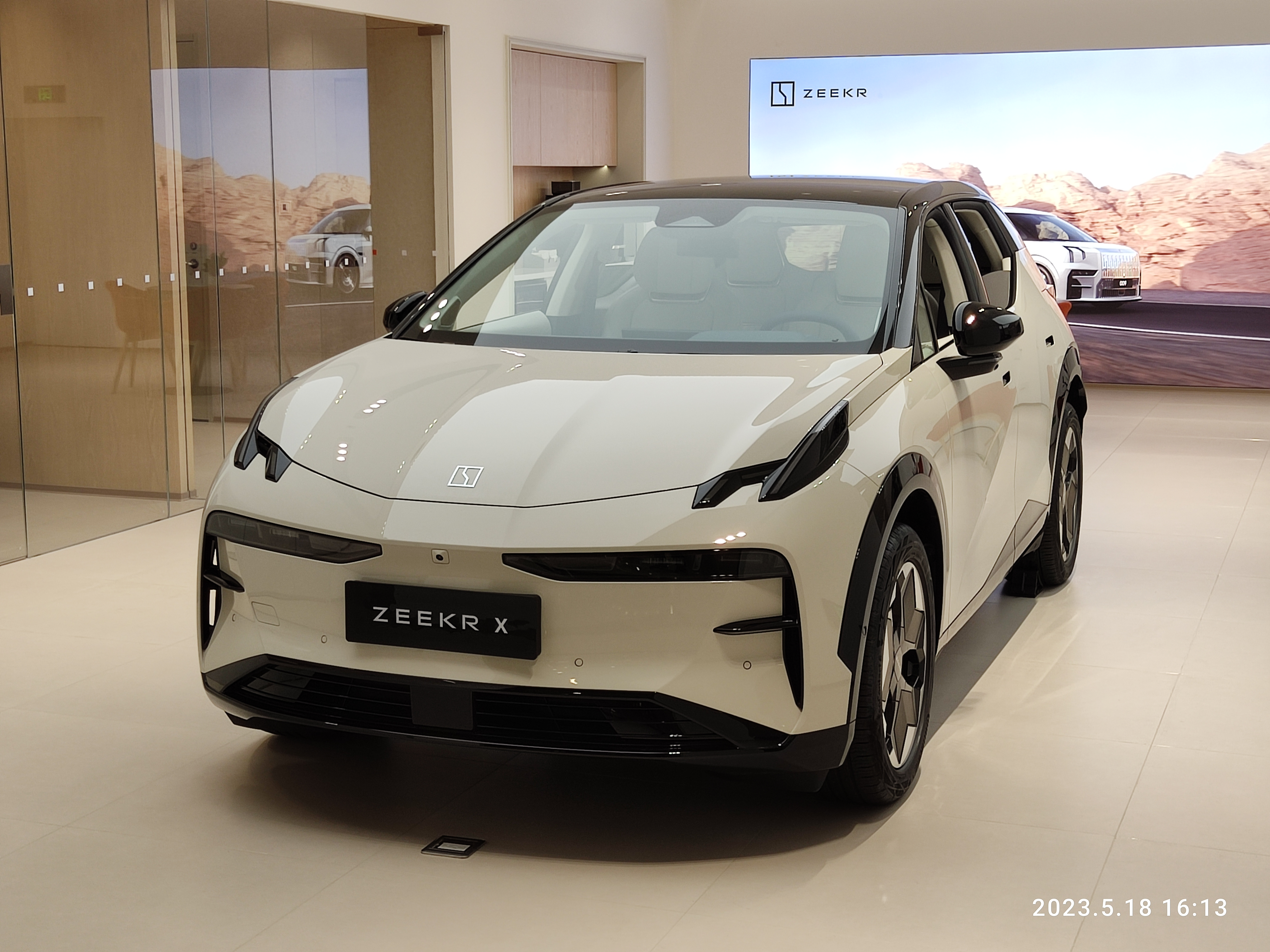
Zeekr X

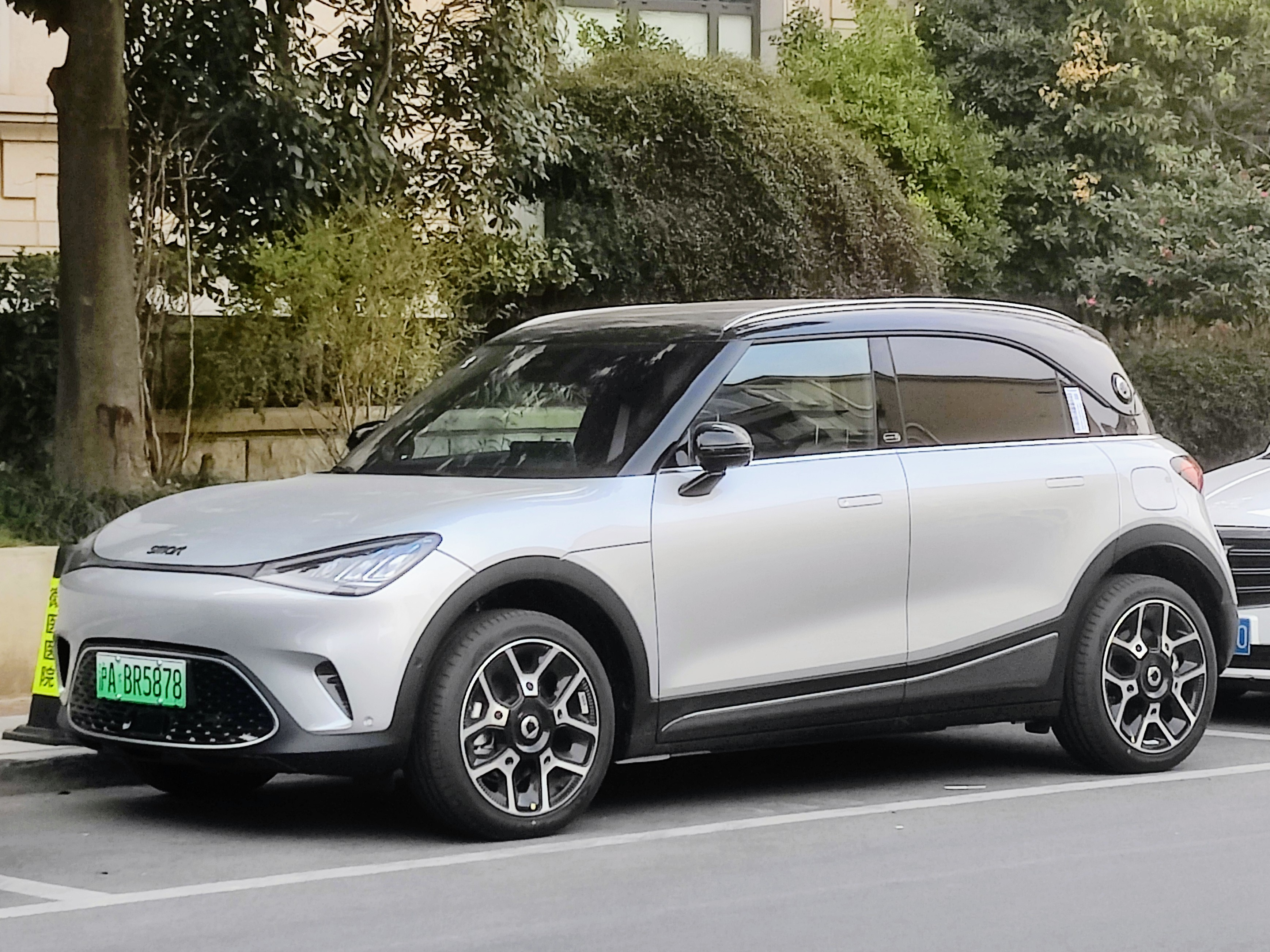
Smart #1
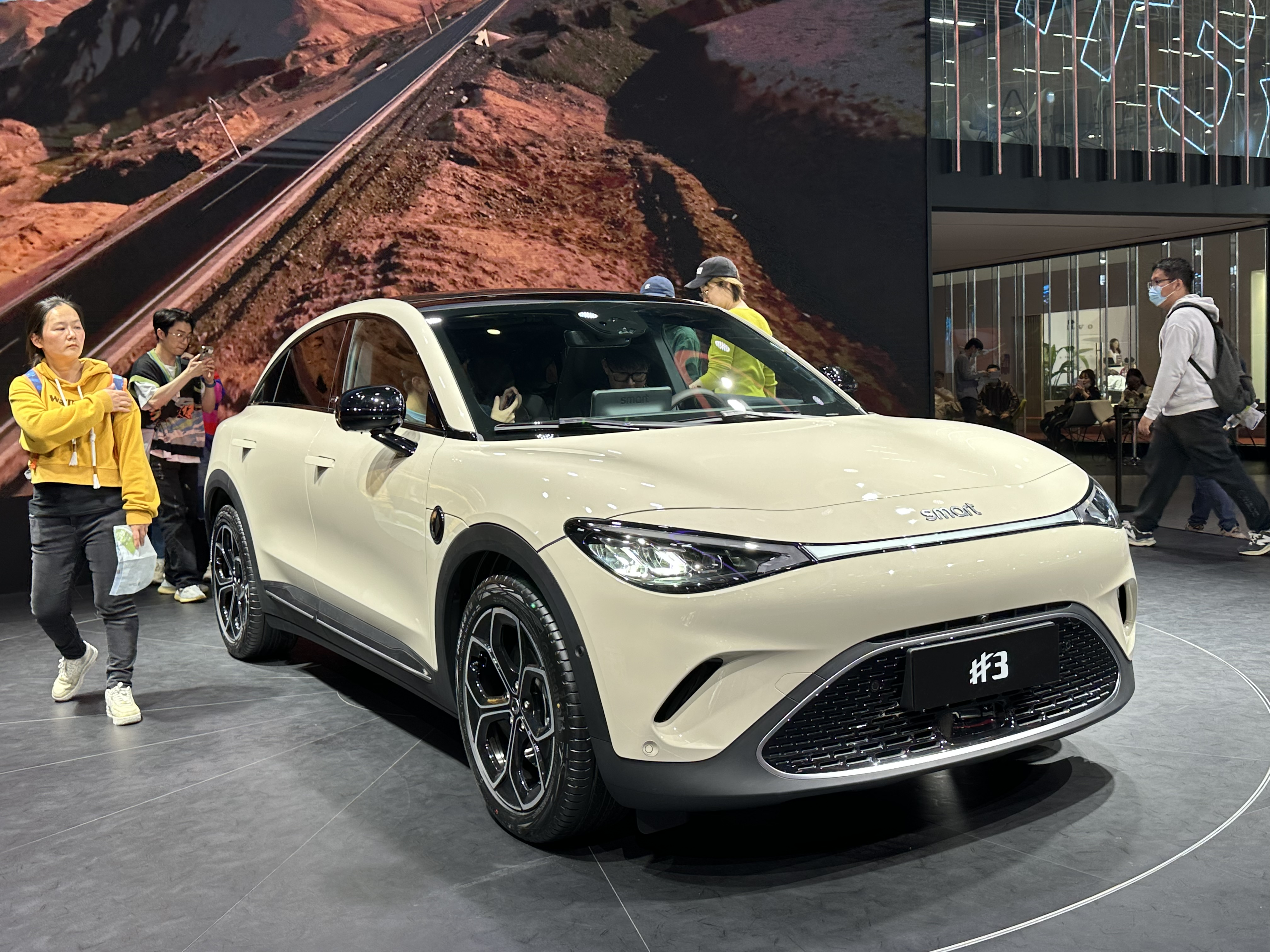
Smart #3
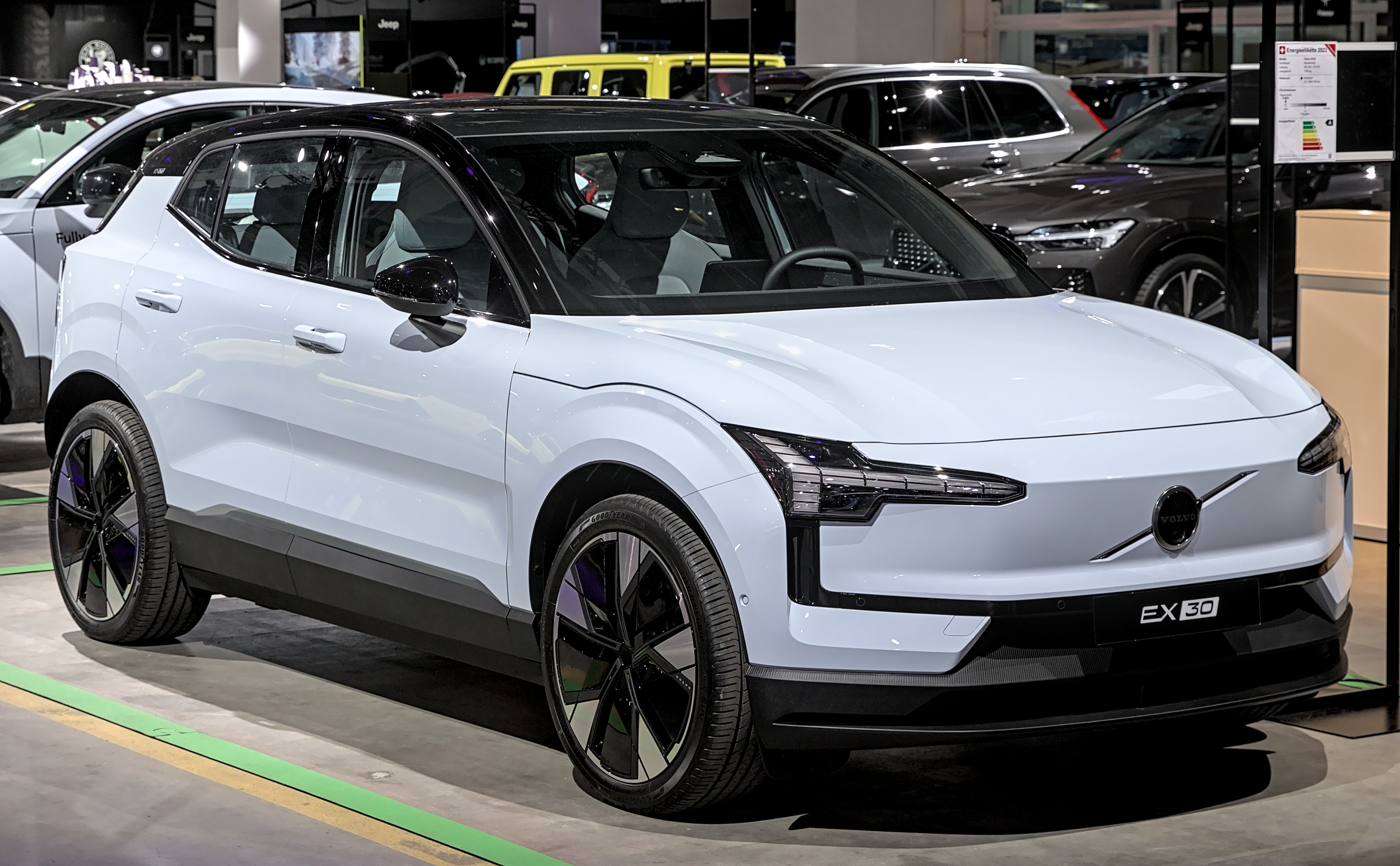
Volvo EX30
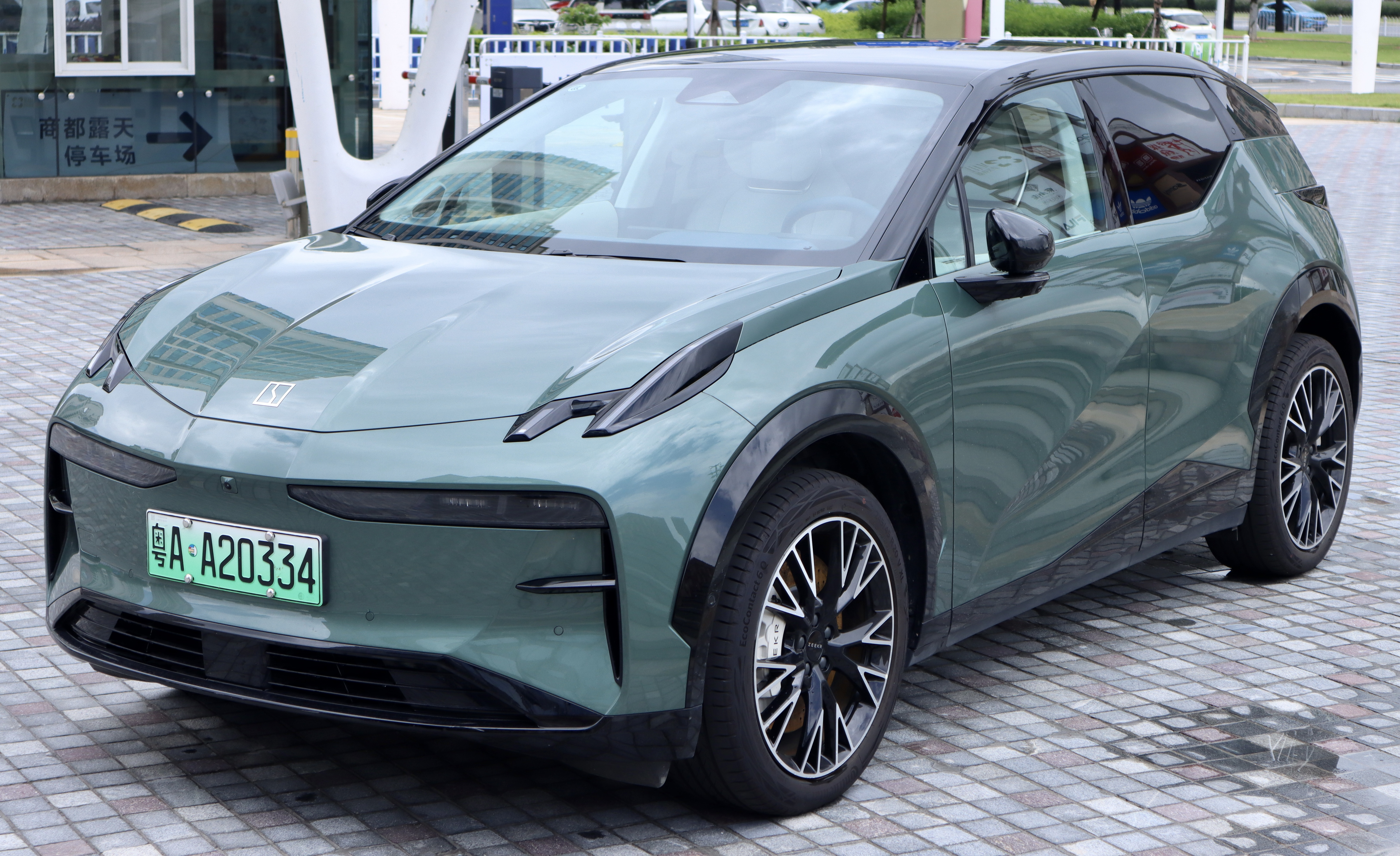
Zeekr X

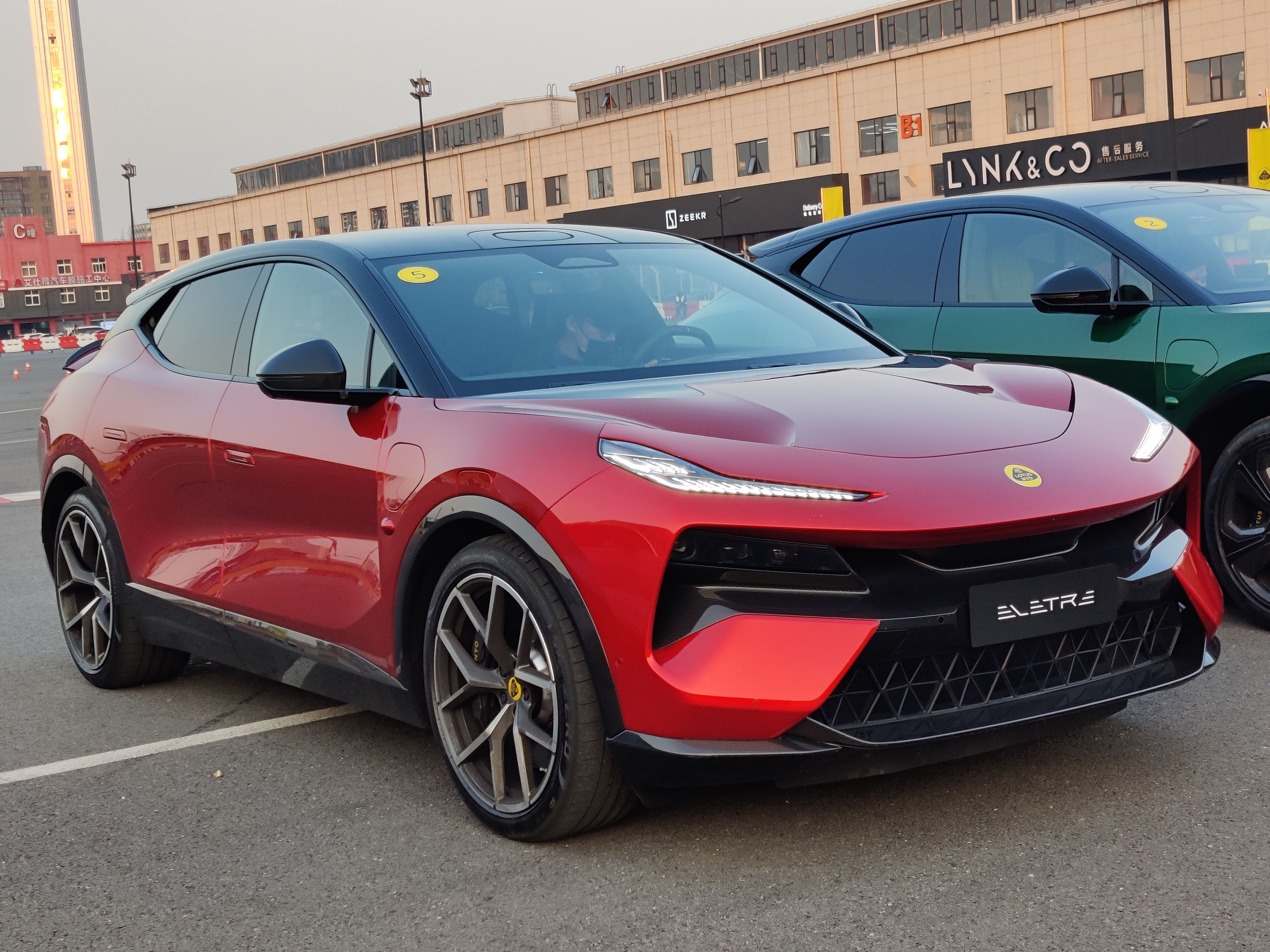
Lotus Eletre
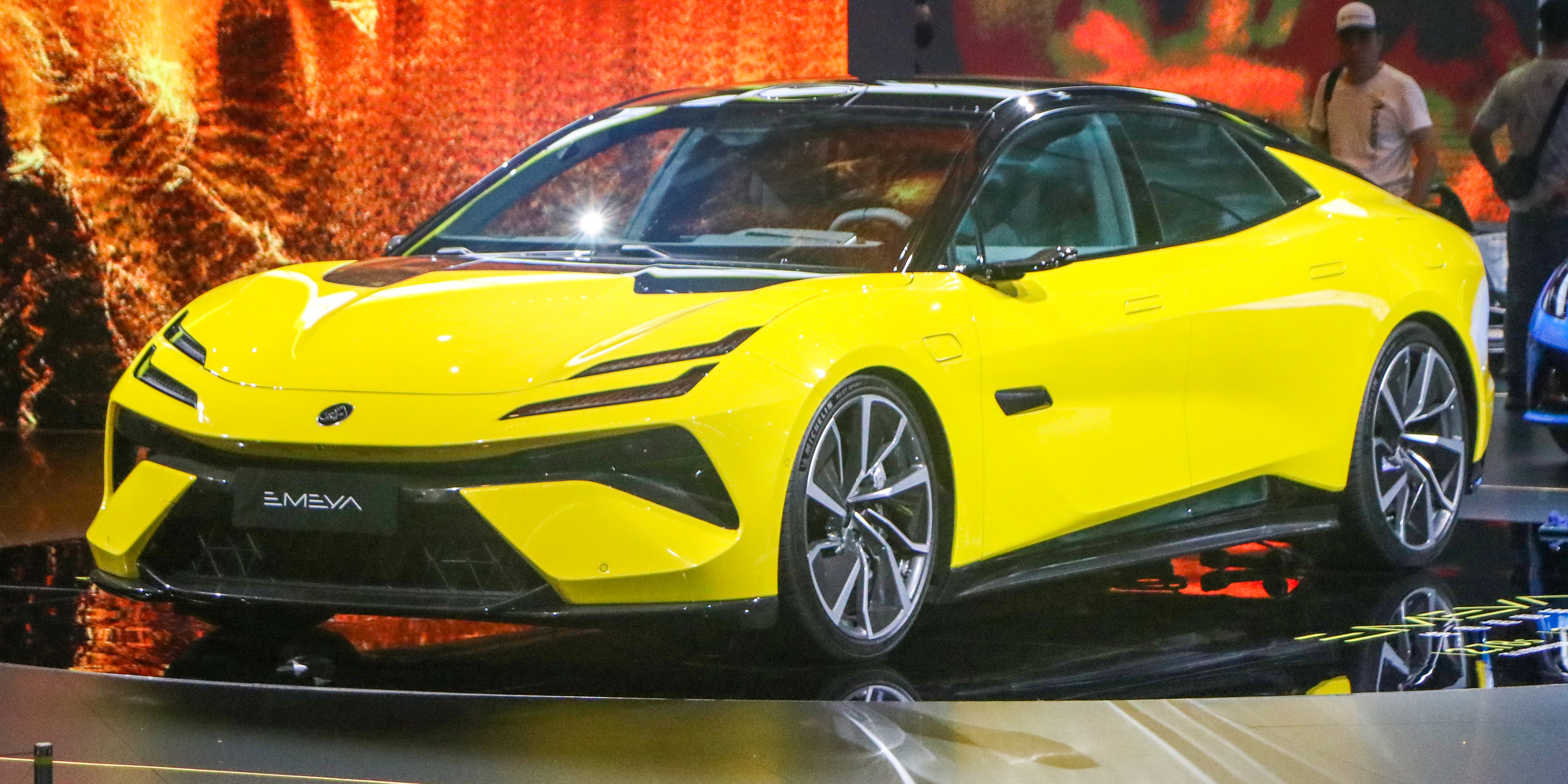
Lotus Emeya

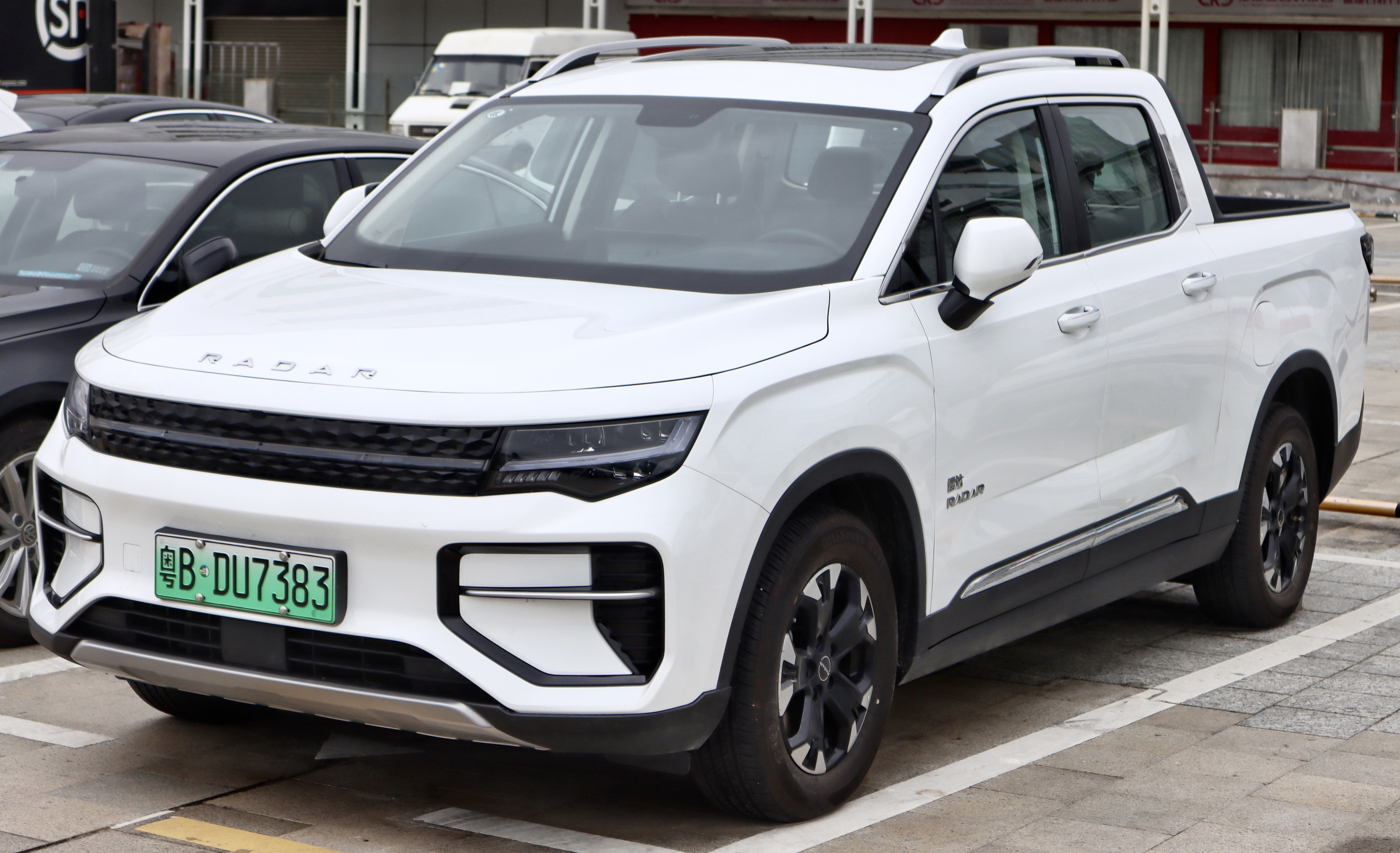
Radar RD6

- SEA1
  - Jidu Robo-01 (2022)[5]
  - Lynk & Co Z10 (2024)
  - Polestar 4 (2023)
  - Polestar 5 (2024)
  - Volvo EM90 (2024)
  - Zeekr 001 (2021)
  - Zeekr 009 (2022)[6]

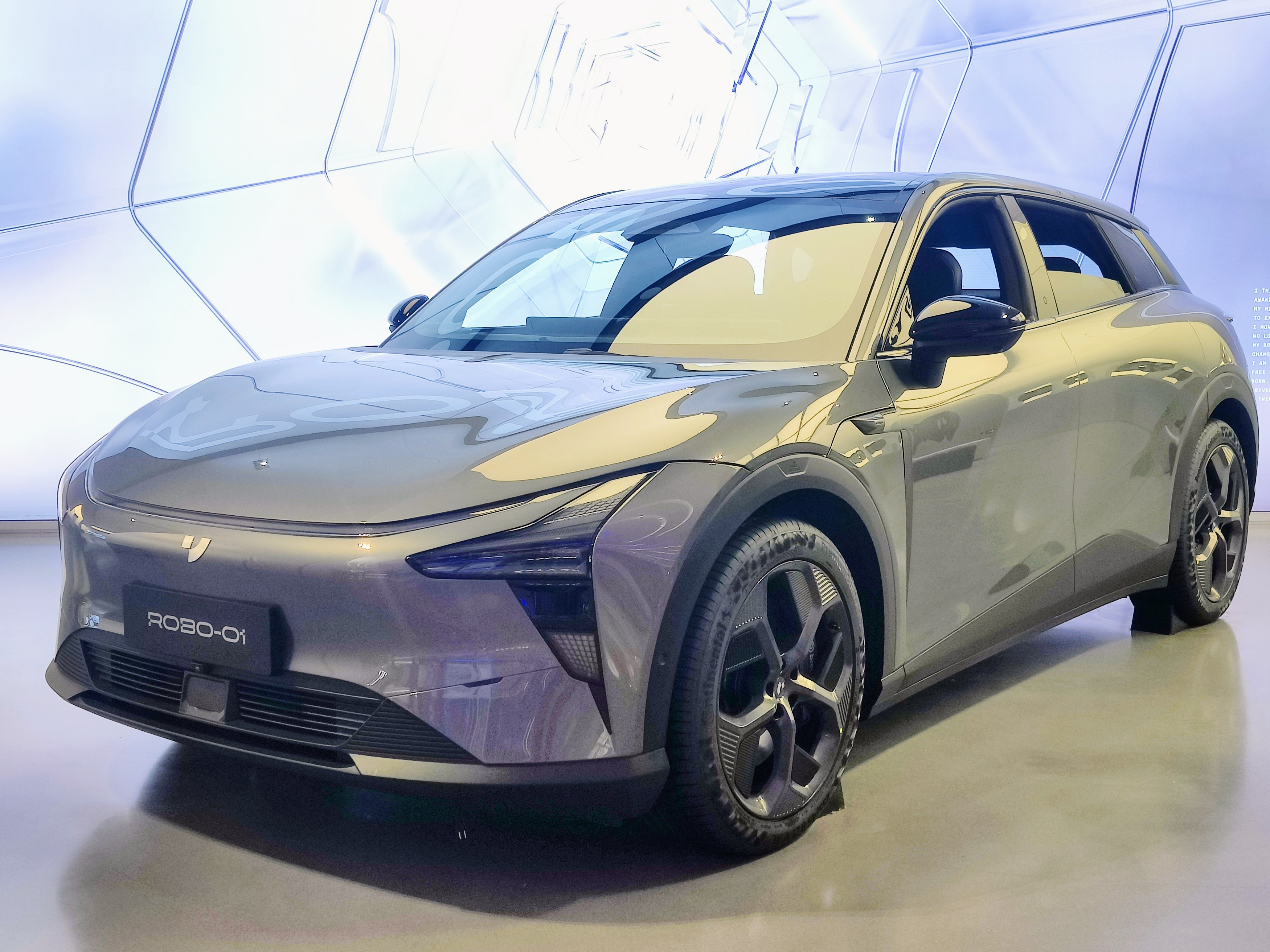
Jidu Robo-01
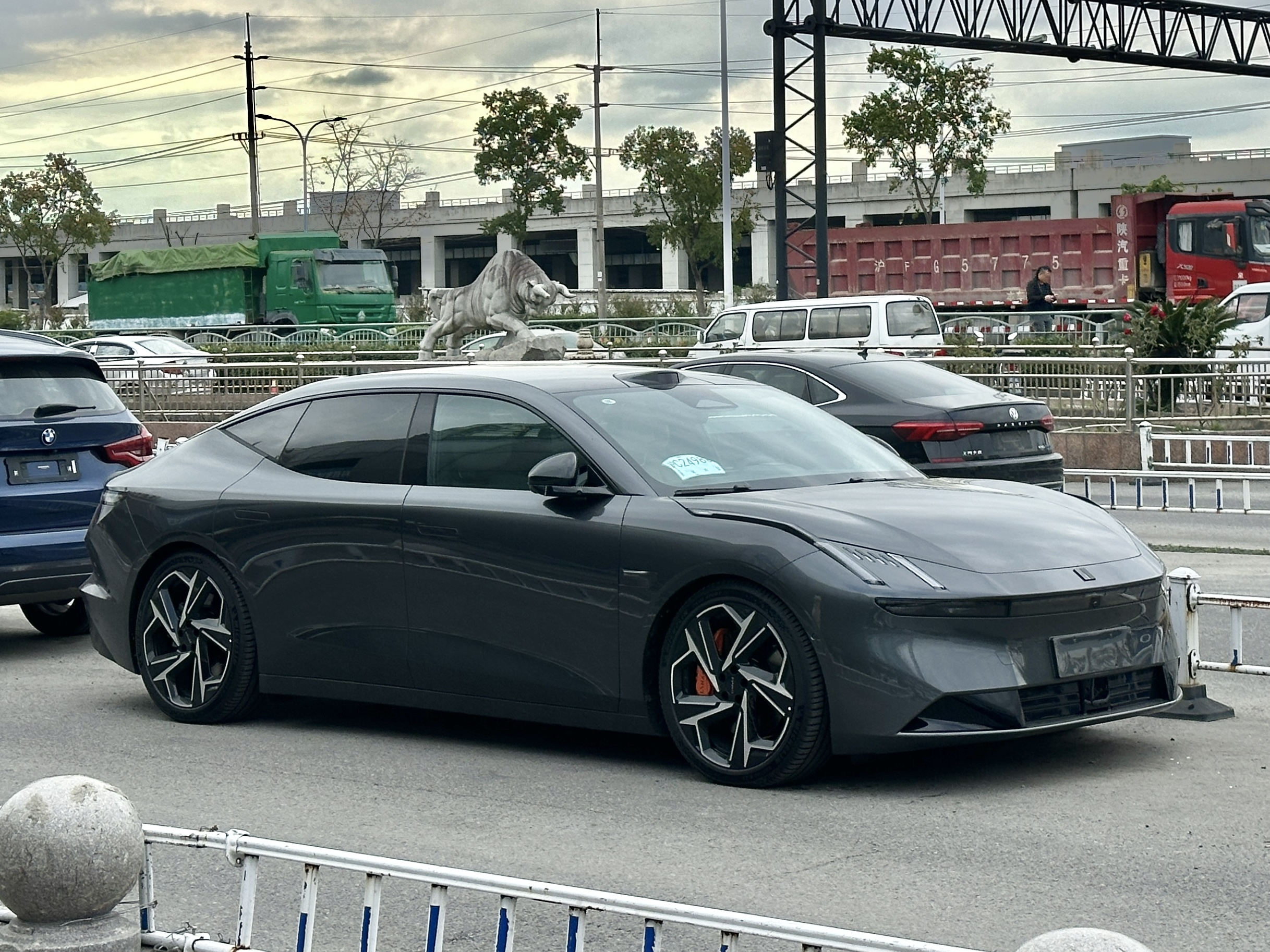
Lynk & Co Z10
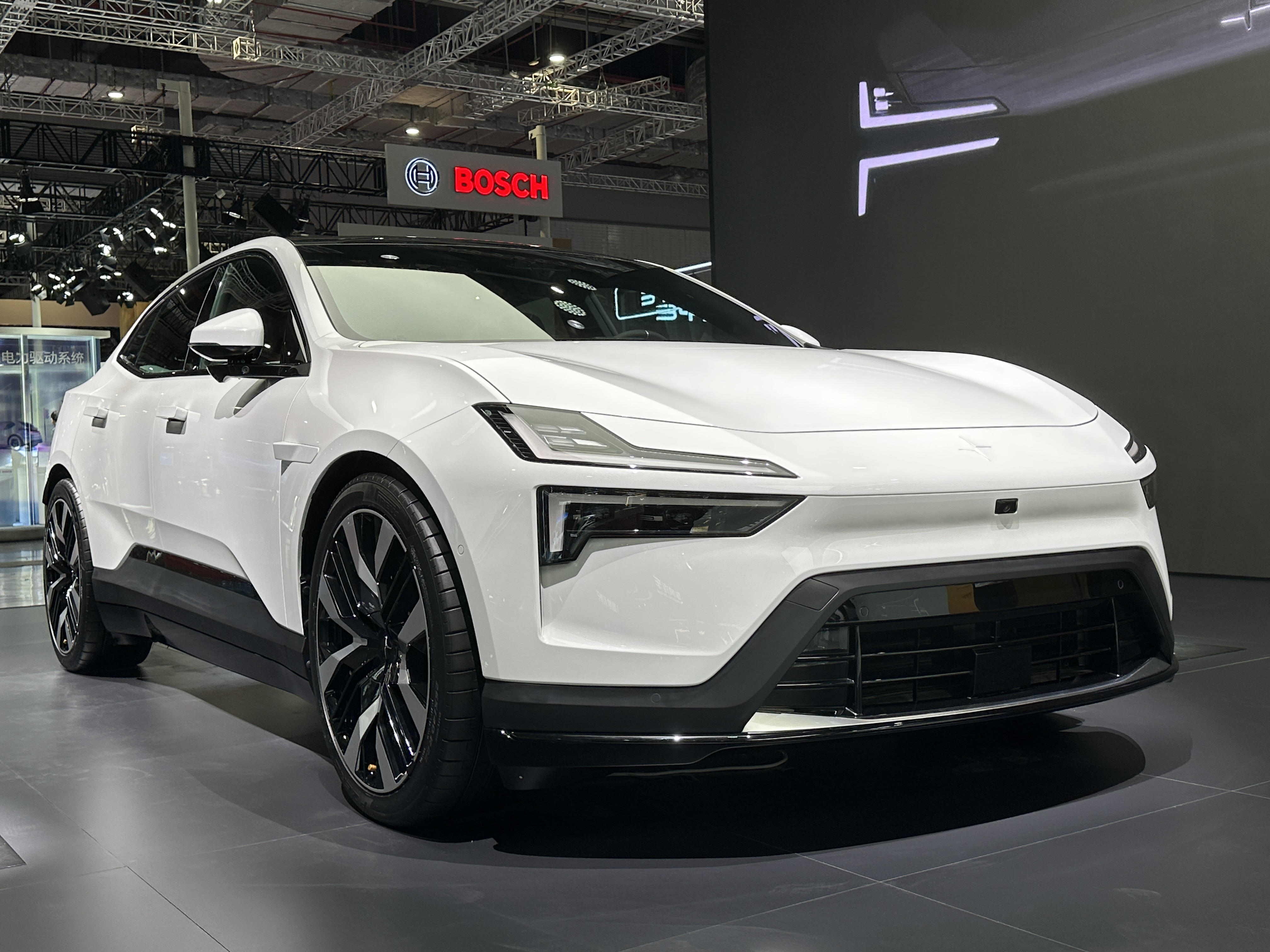
Polestar 4
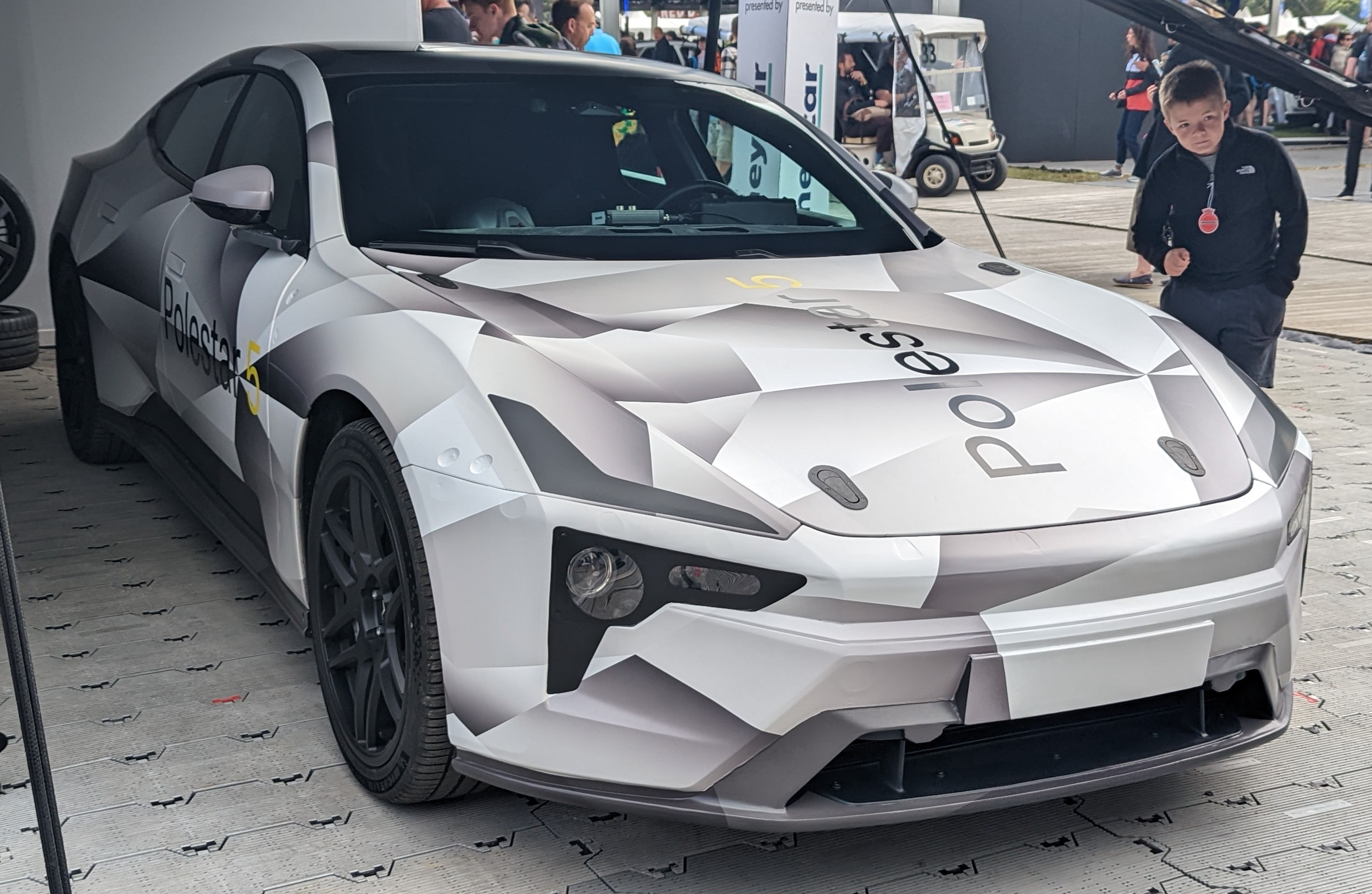
Polestar 5
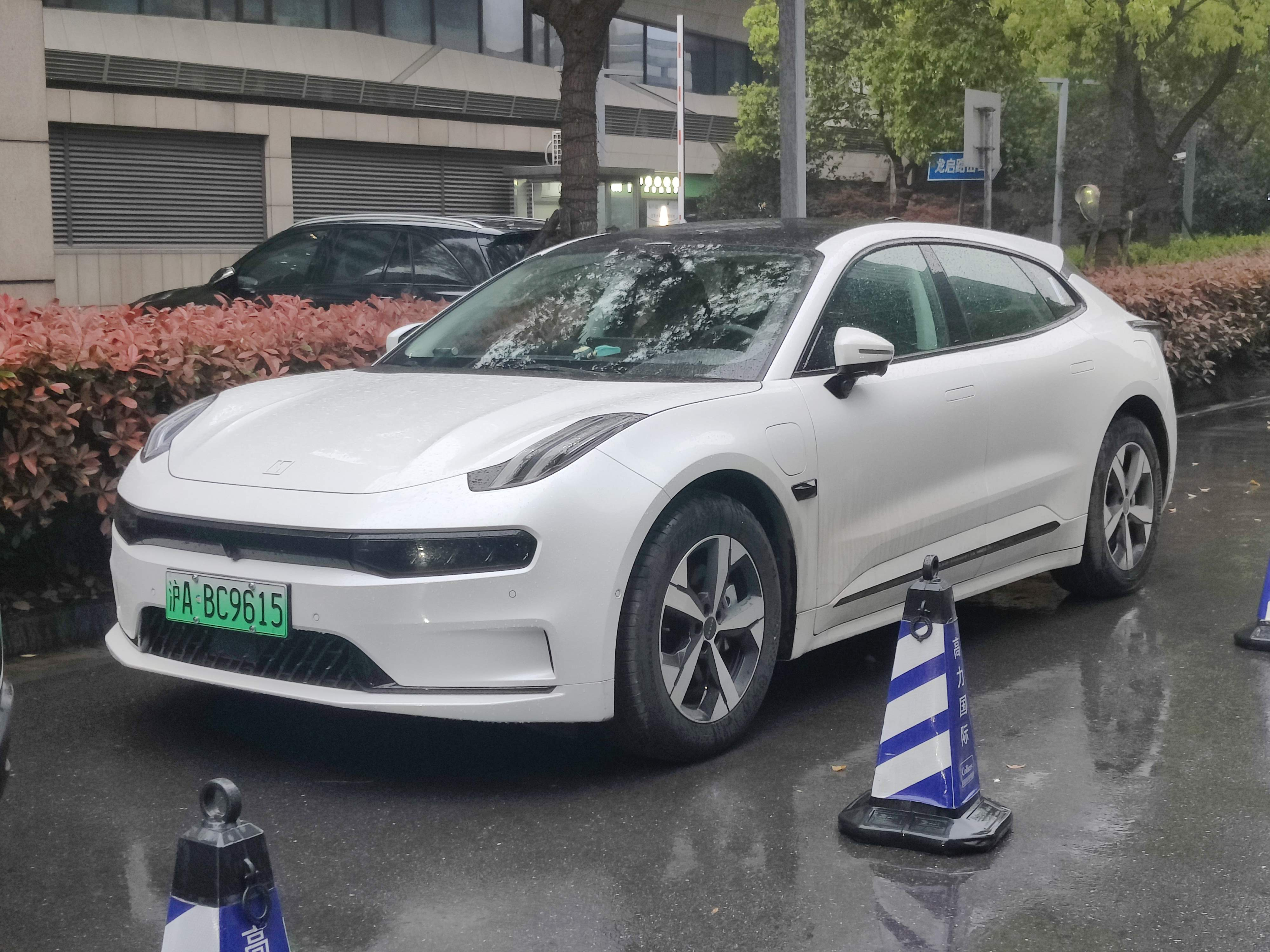
Zeekr 001
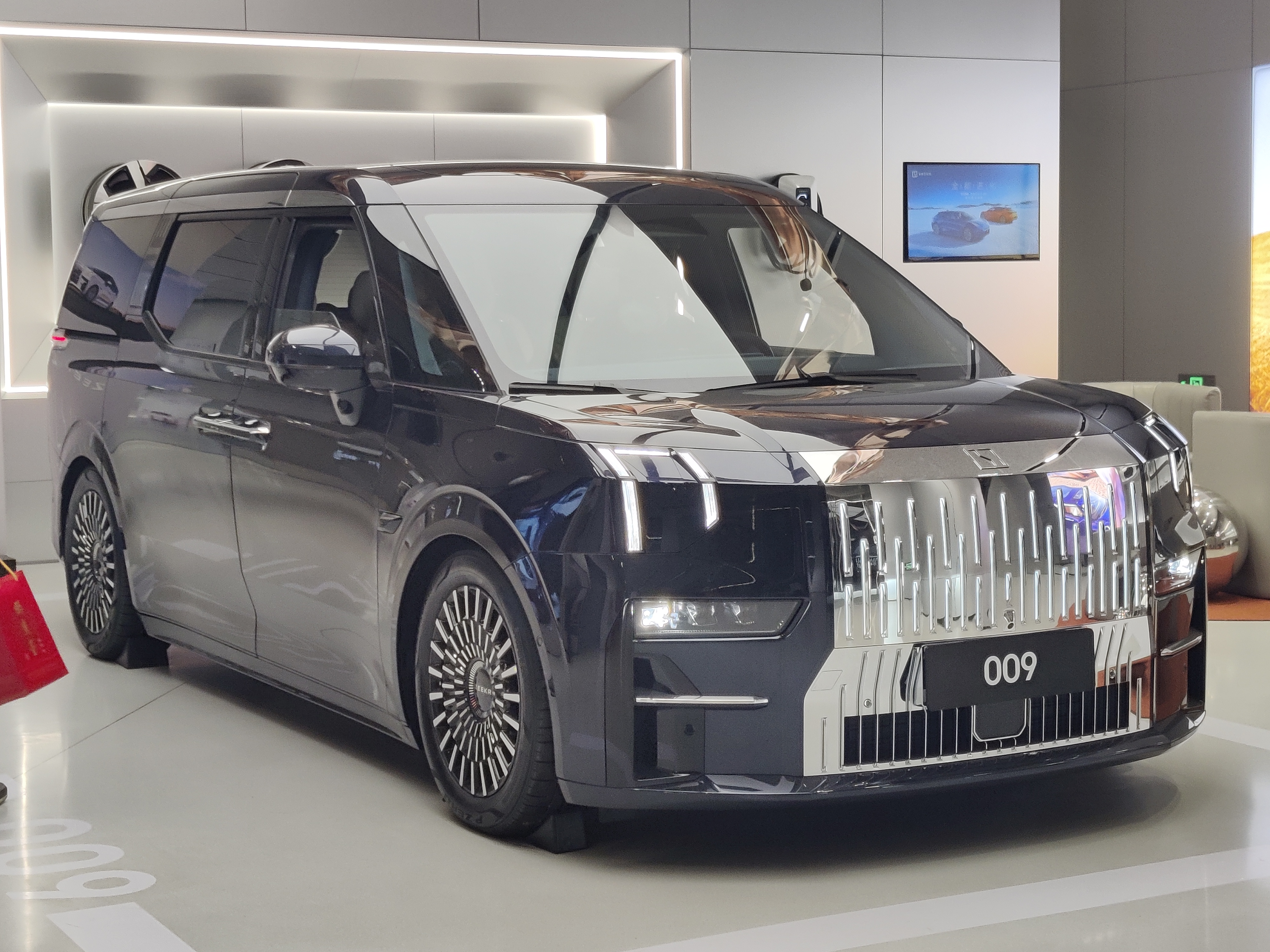
Zeekr 009
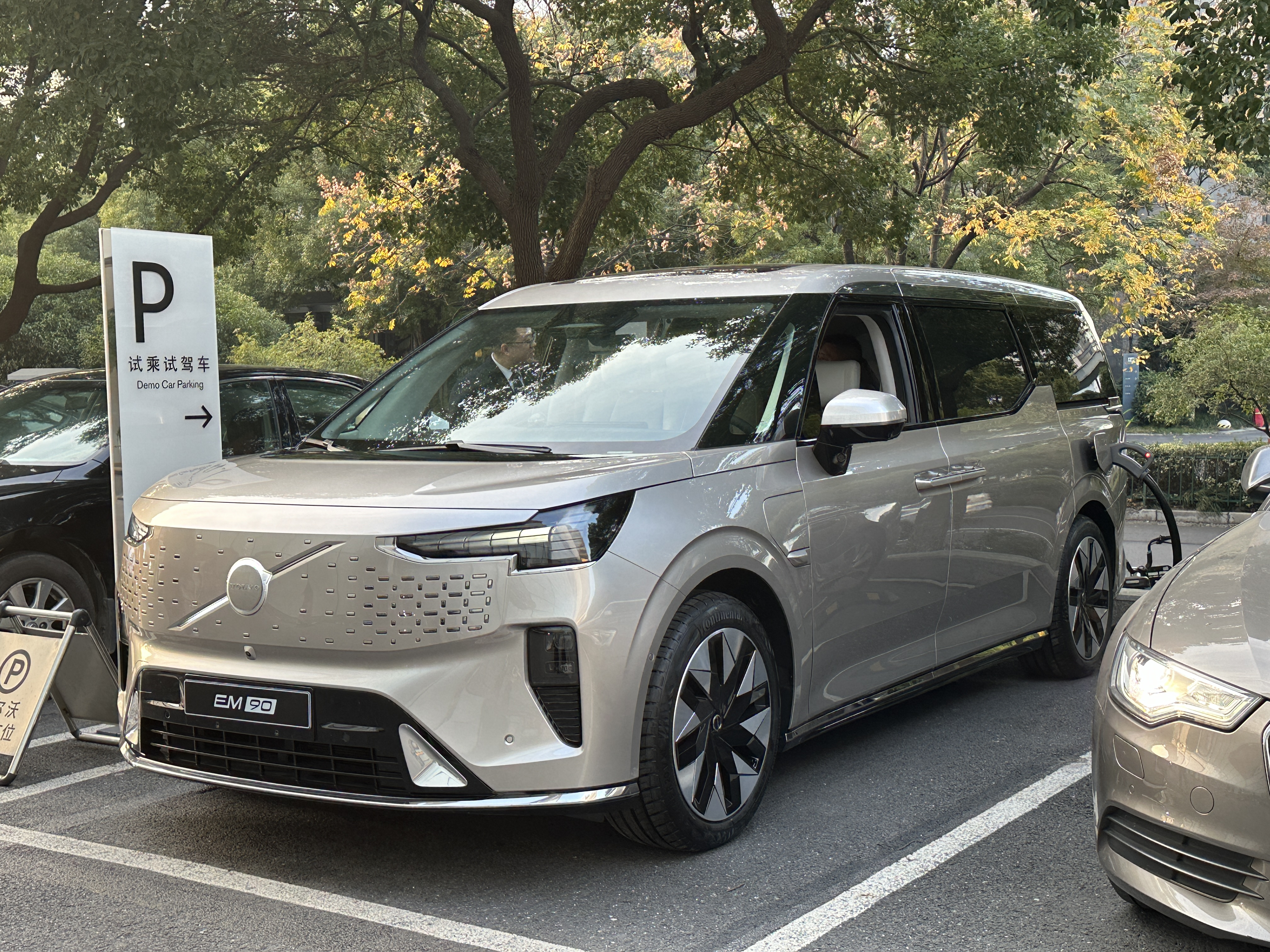
Volvo EM90

SEA-M
- Zeekr MIX (2024)

- Zeekr Mix

- PMA2+
  - Geely Galaxy E8 (2023)
  - Zeekr 007 (2023)
  - Zeekr 7X (2024)
  - Smart #5 (2024)
  - Ji Yue 07 (2024)

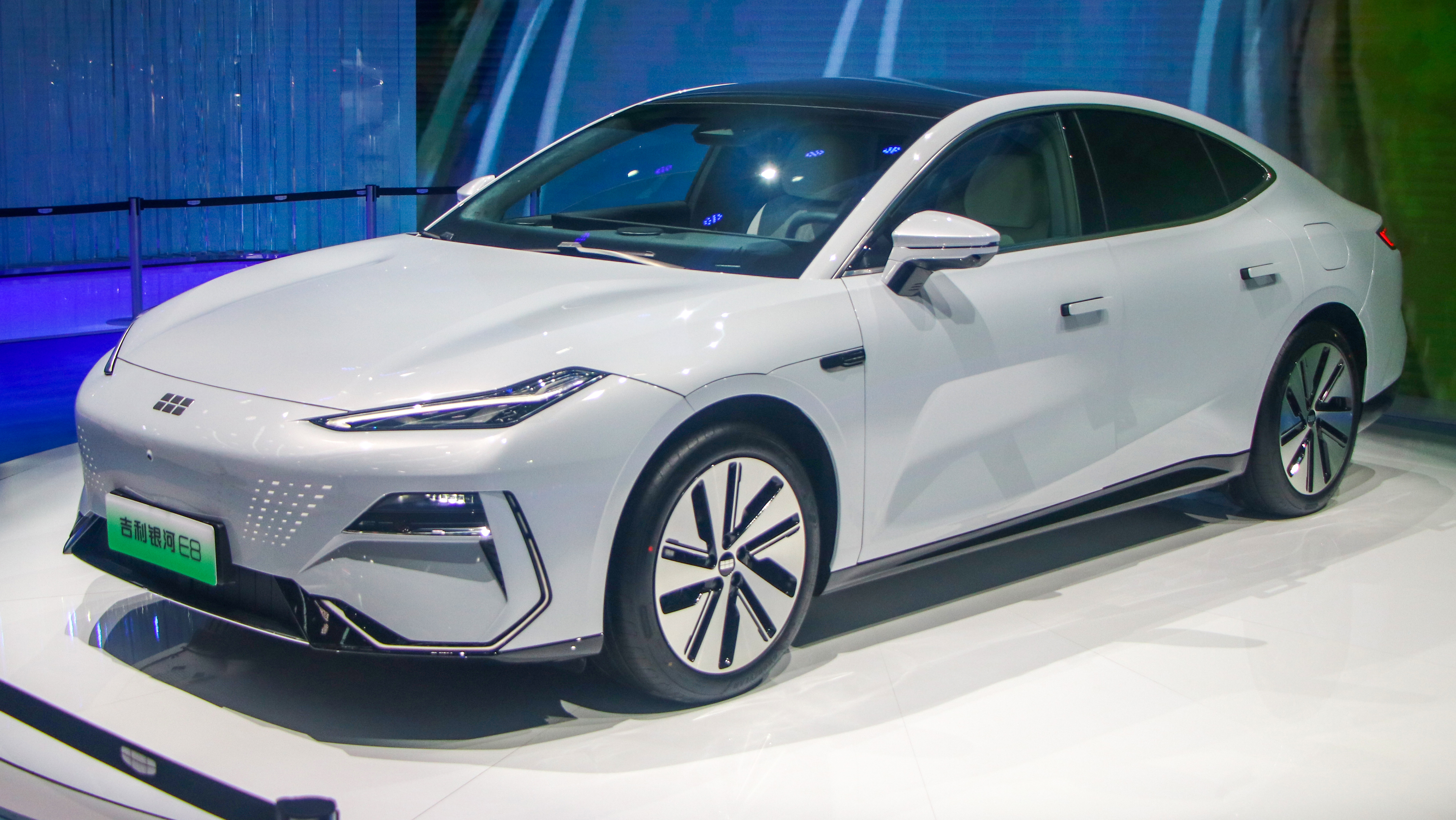
Geely Galaxy E8
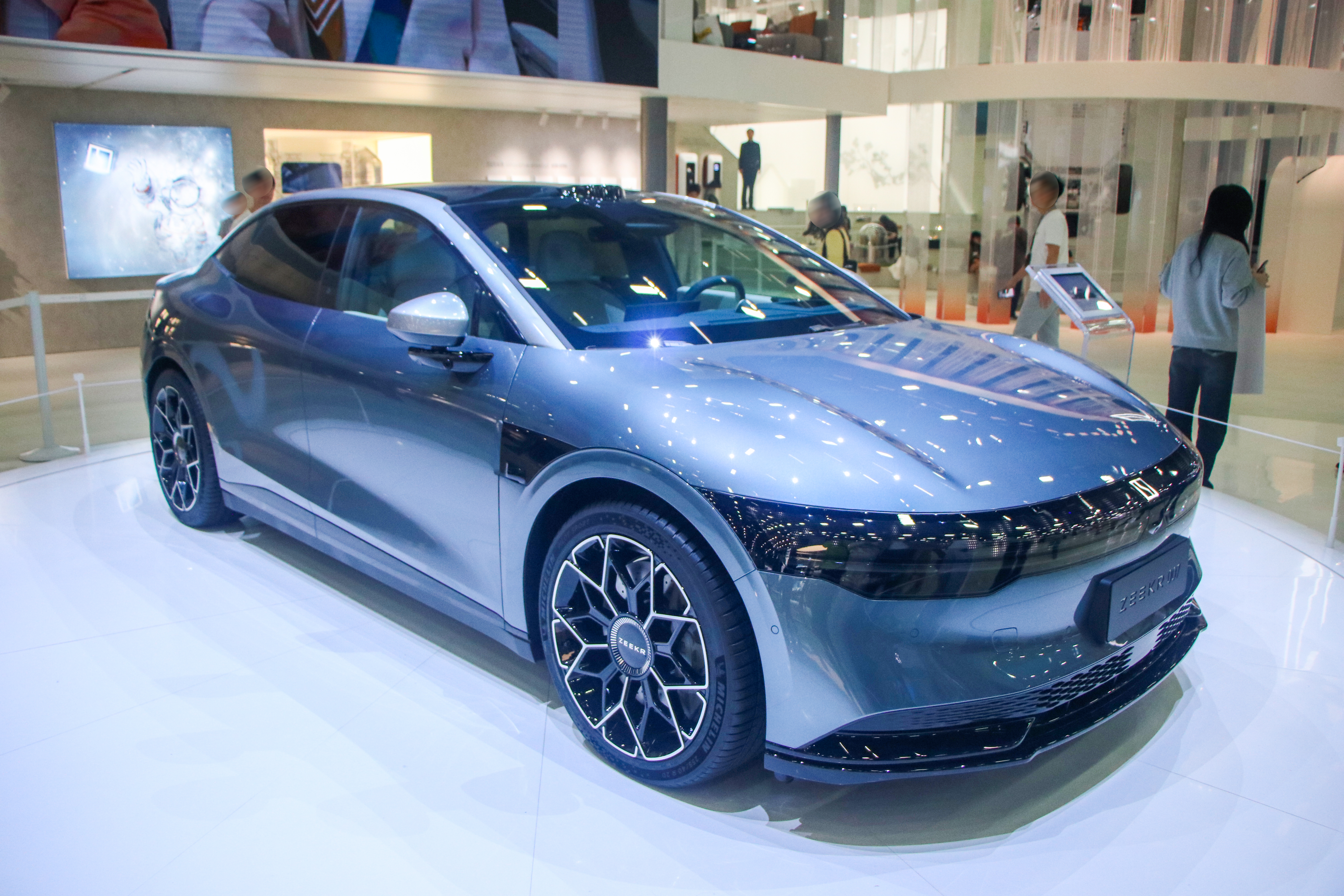
Zeekr 007
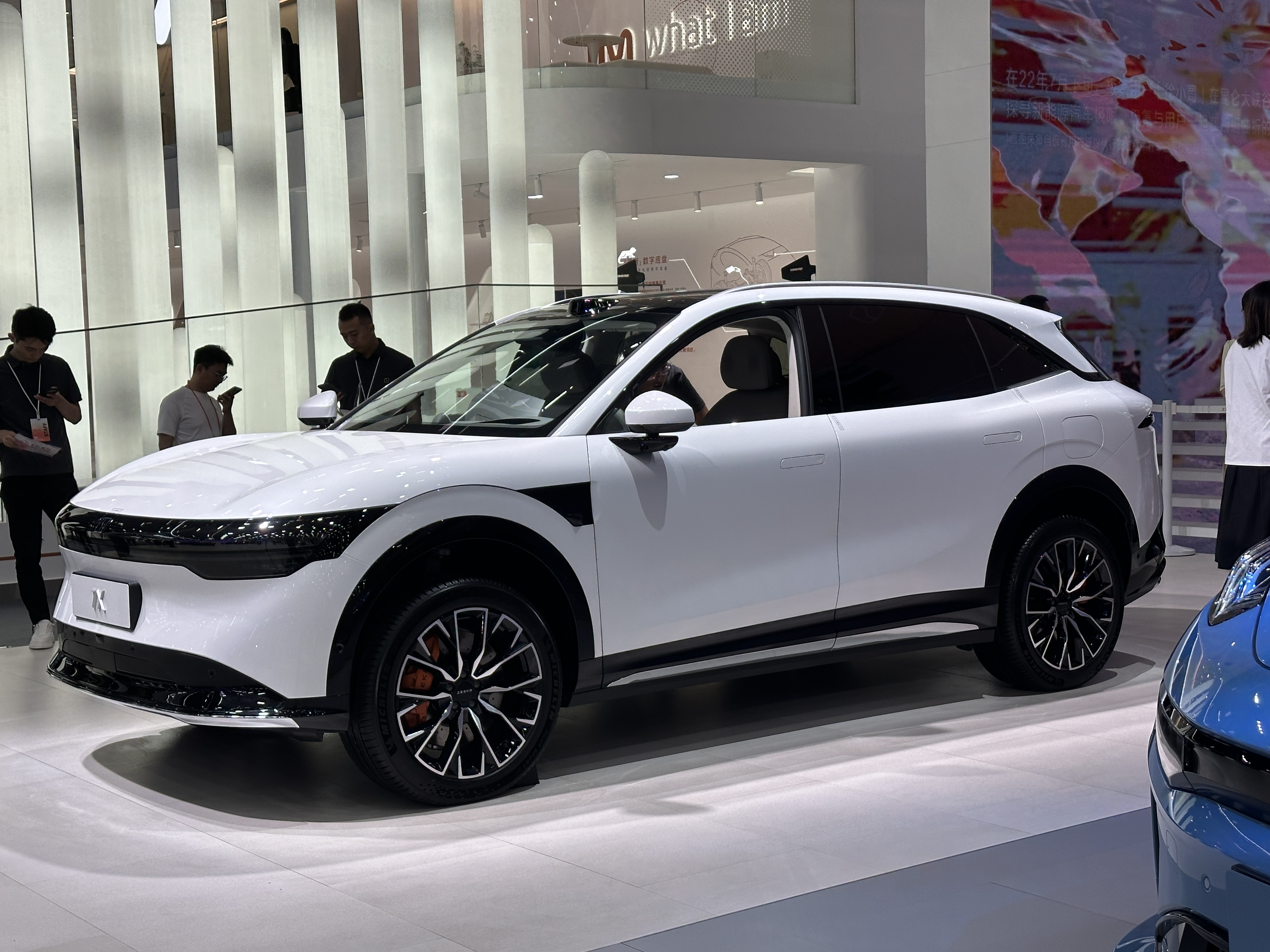
Zeekr 7X
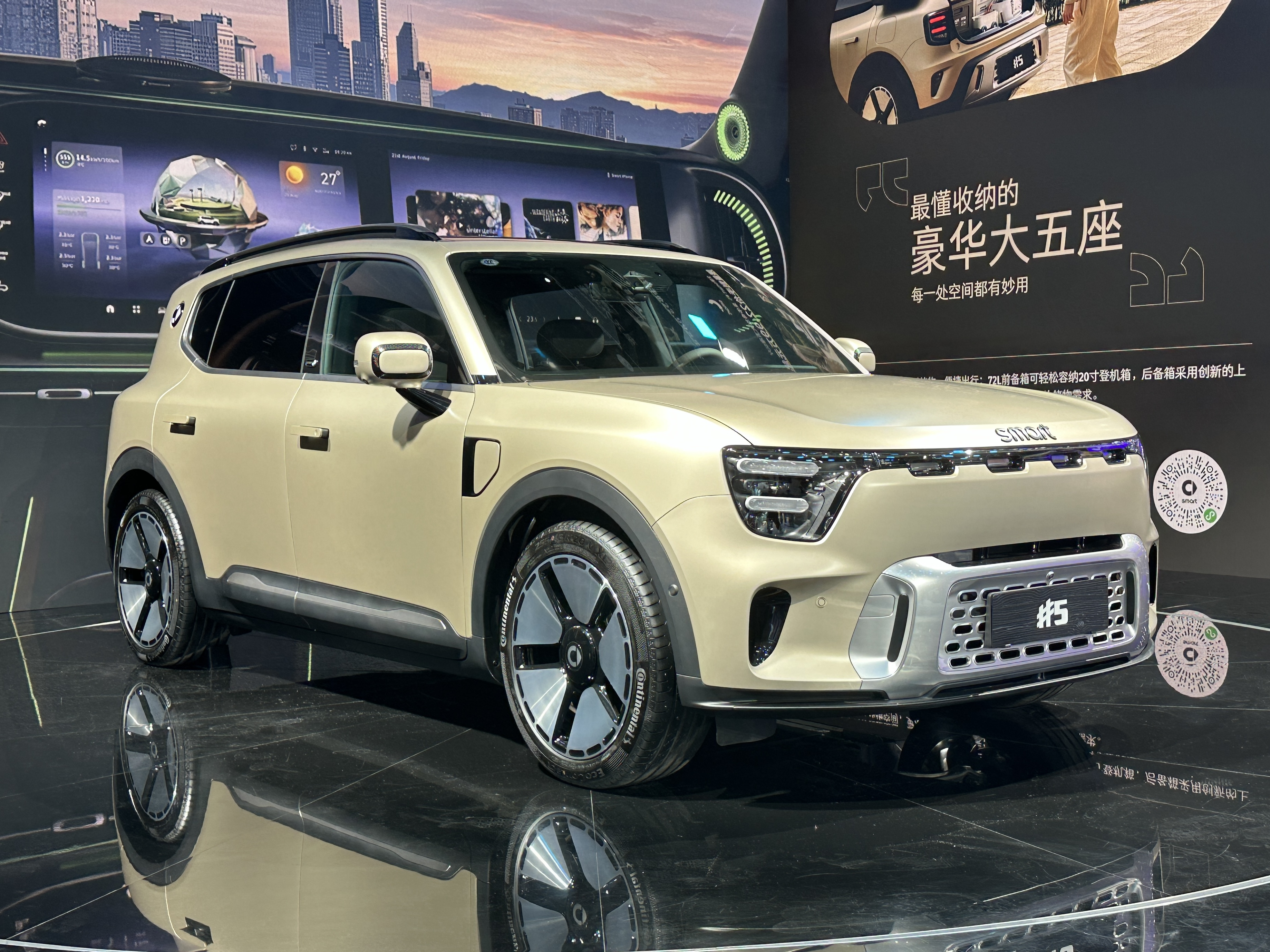
Smart #5
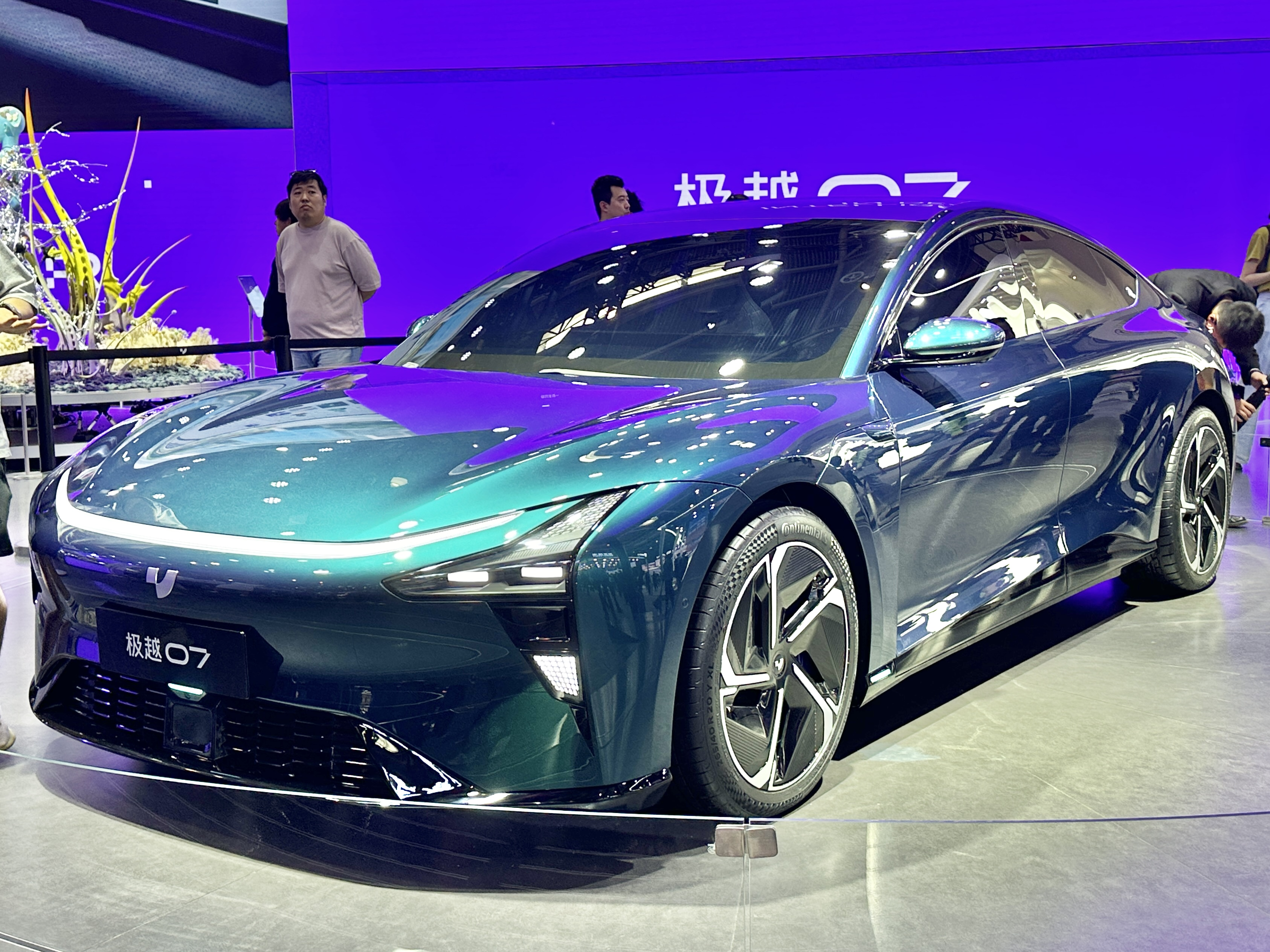
Ji Yue 07

- SEA2
  - Lynk & Co Z20/02 (2024)
  - Smart #1 (2022)
  - Smart #3 (2023)
  - Volvo EX30 (2023)
  - Zeekr X (2023)

- Lynk & Co Z20
- Smart #1
- Smart #3
- Volvo EX30
- Zeekr X

- SEA-E
  - Smart #1 (2022)
  - Smart #3 (2023)
  - Volvo EX30 (2023)
  - Zeekr X (2023)     - Smart #1
    - Smart #3
    - Volvo EX30
    - Zeekr X
- EPA
  - Lotus Eletre (2022)
  - Lotus Emeya (2023)    - Lotus Eletre
    - Lotus Emeya
- SEA-C
  - Radar RD6 (2022)

- Radar RD6